# Guigues Ier le Chartreux
Pour les articles homonymes, voir Guigues Ier et Guigues.
Guigues Ier le Chartreux est né en 1083 au château de St Romain en Dauphiné dans le diocèse de Valence (France) et décédé le 27 juillet 1136 à la Grande Chartreuse. Il devint moine chartreux, cinquième prieur de la Grande Chartreuse, et législateur de l’ordre des Chartreux. 

## Biographie
Né au château de Saint-Romain-du-Valmordane (en Ardèche près de Tournon), sa famille était une branche cadette pauvre, issue des Saint Romain de Baix, puissants seigneurs apparentés au comte de Valentinois. Il aurait fait ses études à la collégiale Saint-Barnard de Romans, qui reçut en août 1095, la visite du pape Urbain II, ami de saint Bruno, premier pape qui ait approuvé et encouragé la vie cartusienne.
Après ses études, Guigues est ordonné prêtre à la cathédrale de Grenoble et entre en 1106 à la Grande Chartreuse, fondée par saint Bruno 22 ans auparavant. Très tôt il est élu prieur par ses confrères, bien qu’il n’ait que 26 ans. Il le demeura jusqu’à sa mort, 27 ans plus tard, le 27 juillet 1136.
Guigues joua un rôle de premier plan dans la formation et le développement de l’ordre cartusien. C'est sous son priorat que fut prise la décision d'autoriser d'autres communautés à suivre le mode de vie cartusien, bien qu'il ne fondât pas de nouvelles maisons à proprement parler et ne prît aucune initiative en ce sens. En quelques années furent fondées la chartreuse de Portes (Ain), dans le diocèse de Belley en 1115, la chartreuse des Écouges, dans le massif du Vercors (Isère) en 1116, la chartreuse de Durbon dans le diocèse de Gap en 1116, la Sylve-Bénite (Isère) dans le diocèse de Vienne, en 1116, la chartreuse de Meyriat (Ain) en 1116. Encouragé par Hugues, évêque de Grenoble, de répondre à la demande de ces communautés désireuses d'imiter les moines de Chartreuse en mettant par écrit les coutumes de la communauté de Chartreuse, il se lança dans la rédaction des Consuetudines Cartusiae (Coutumes de Chartreuse) et y travailla de 1121 à 1125. Ces coutumes peuvent être considérées comme le document fondateur de l'ordre des Chartreux.
Le 30 janvier 1132, une avalanche détruisit le premier site de la Chartreuse après 48 ans d’existence. Guigues prit la décision de quitter ce lieu avec les survivants et de reconstruire l’ermitage à l’endroit actuel, à l’abri des avalanches.
Il enrichit considérablement la bibliothèque de la Grande Chartreuse qui fit en son siècle l’admiration des connaisseurs et il s’attira de grandes amitiés :
- Pierre le Vénérable, Grand abbé de Cluny qui le qualifia comme un des hommes les plus remarquables de son temps ;
- Le cardinal Aimericq, chancelier du siège apostolique auprès  du pape Innocent II ;
- Saint Bernard, abbé de Clairvaux, qui visita la chartreuse en 1123.

Accablé de bonne heure de graves infirmités, il mourut à l’âge de 53 ans.

## Écrits
Les écrits de Guigues le Chartreux ont très vite circulé en dehors de l'ordre, mais de manière confidentielle et surtout dans les milieux monastiques, notamment chez les cisterciens, tant et si bien que ses Méditations ont longtemps été attribuées à saint Bernard. 
Ce sont : 
- les Méditations, pensées intimes rassemblées sans ordre durant les premières années de son priorat, imprimées à Munich en 1685 in-12[1].
- les Consuetudines Cartusiae, écrites entre 1121 et 1128, pour répondre aux demandes des premières fondations cartusiennes, rassemblent les coutumes de la Grande Chartreuse. Ce fut le seul écrit de Guigues à être imprimé avant le XXe siècle. L'intitulé, d'après le Nouveau Dictionnaire Historique de 1789 cité en références, est : Statuta Ordinis Carthusiensis. Il aurait été imprimé à Bâle en 1510, in-folio et réimprimé en 1703, également in-folio.
- les Lettres, au nombre de neuf, dont une importante lettre sur la Solitude, écrite à un ami resté anonyme.
- La Vie de l’évêque Saint Hugues, écrite à la demande du pape Innocent II. Hugues, évêque de Grenoble mort en 1132, fut avec saint Bruno le cofondateur, l'ami et le bienfaiteur de la première chartreuse.